# Рейнвауде
Рейнвауде (нидерл. Rijnwoude) — община в провинции Южная Голландия (Нидерланды).

## Состав общины
В общину Рейнауде входят городки Бентхёйзен, Хазерсвауде-Дорп, Хазерсвауде-Рейндейк и Каудекерк-ан-ден-Рейн, а также хутора Бент, Бентхорн, Грунендейк и Хогевен.

## История
Община была образована под названием Рейнвелд в 1991 году путём объединения общин Бентхёйзен, Хазерсвауде и Каудекерк-ан-ден-Рейн. В 1993 году община получила своё нынешнее название.